# Mundo Novo (Bahia)
Mundo Novo é um município brasileiro do estado da Bahia.

## História
O território do município de Mundo Novo foi historicamente habitado por povos indígenas que viviam no interior da Bahia, especialmente os indígenas paiaiás, cujos sobreviventes foram reunidos em 1706 na Missão do Bom Jesus da Glória, fundada para catequese indígena por missionários franciscanos que se encontra situada contemporaneamente no município de Jacobina.

## Organização Político-Administrativa
O município de Mundo Novo possui uma estrutura político-administrativa composta pelo Poder Executivo, chefiado por um prefeito eleito por sufrágio universal, o qual é auxiliado diretamente por secretários municipais nomeados por ele, e pelo Poder Legislativo, institucionalizado pela Câmara Municipal de Mundo Novo, órgão colegiado de representação dos munícipes que é composto por vereadores também eleitos por sufrágio universal.

### Atuais autoridades municipais de Mundo Novo
- Prefeito: José Adriano da Silva - PSB (2021/-)[8]
- Vice-prefeito: Eduardo Pereira de Souza - PSB (2021/-)[8]

### Símbolos oficiais
De acordo com o artigo 4º da lei orgânica municipal de Mundo Novo, os símbolos oficiais do Município de Mundo Novo são os seguintes:
- Brasão;
- Hino;
- Bandeira; e
- Outros eventualmente instituídos por lei municipal.

#### Hino de Mundo Novo
Letra: Dante de Lima Música: Alfredo Pinto
Na cadência de tuas montanhas
No verde de tuas entranhas
Onde predomina o guiné
Sob o teu céu estrelado
Um descobridor afortunado
Depositou a sua fé
E no seio de teu prado
Implantou um Mundo Novo
Orgulho de um povo
Hospitaleiro e adorado
E hoje, tantos anos decorridos,
Continuamos urbanos e destemidos
E orgulhosos dos brios teus
Com o coração pulsando forte
Te amaremos até a morte
Assim apraz a Deus!